# Chiloguembelinella
Chiloguembelinella es un género de foraminífero planctónico considerado un sinónimo posterior de Chiloguembelina de la Subfamilia Heterohelicinae, de la Familia Heterohelicidae, de la Superfamilia Heterohelicoidea, del Suborden Globigerinina y del Orden Globigerinida. Su especie tipo era Chiloguembelina subtriangularis. Su rango cronoestratigráfico abarcaba desde el Daniense (Paleoceno inferior) hasta el Thanetiense (Paleoceno superior).

## Descripción
Chiloguembelinella incluía especies con conchas biseriadas, de forma lanceolada; sus cámaras eran subglobulares, subtrapezoidales en el lado frontal y subtriangulares en el lado lateral; sus suturas intercamerales eran generalmente incididas; su contorno ecuatorial era subtriangular y ligeramente lobulado; su periferia era subaguda; su abertura principal era interiomarginal, lateral, con forma de arco semicircula y ligeramente asimétrico, bordeada por un labio; presentaban pared calcítica hialina, finamente perforada, y superficie lisa o ligeramente pustulada.

## Paleoecología
Chiloguembelinella incluía especies con un modo de vida planctónico, de distribución latitudinal tropical a templada, y habitantes pelágicos de aguas superficiales (medio nerítico medio a externo).

## Discusión
Clasificaciones posteriores incluirían Chiloguembelinella en el Orden Heterohelicida.

## Clasificación
Chiloguembelinella incluía a las siguientes especies:
- Chiloguembelinella subtriangularis †, aceptado como Chiloguembelina subtriangularis